# Job 36
Job 36 es el trigesimosexto capítulo de capítulo del Libro de Job en la Biblia hebrea o el Antiguo Testamento del cristiana . El libro es anónimo; la mayoría de los estudiosos creen que fue escrito alrededor del siglo VI a. C. Este capítulo recoge el discurso de Eliú, que pertenece a la sección «Veredictos» del libro, que comprende Job 32:1–Job 42:6.

## Comentario previo
Ver comentario en Comentario previo

## Texto
El texto original está escrito en lengua hebrea. Este capítulo se divide en 33 versículos.

### Testimonios textuales
Algunos manuscritos antiguos que contienen el texto de este capítulo en hebreo pertenecen al Texto masorético, que incluye el Códice de Alepo (siglo X) y el Codex Leningradensis (1008). Se encontraron fragmentos que contienen partes de este capítulo en hebreo entre los Rollos del Mar Muerto, incluyendo 4Q100 (4QJobb; 50–1 a. C.) con los versículos 15–17 conservados.

## Análisis
La estructura del libro es la siguiente:
- El prólogo (capítulos 1-2)
- El diálogo (capítulos 3-31)
- Los veredictos (32:1-42:6)
- El epílogo (42:7-17)

Dentro de la estructura, el capítulo 36 se agrupa en la sección Veredicto con el siguiente esquema:
- El veredicto de Eliú (32:1–37:24)
  - Introducción en prosa de Eliú (32:1–5)
  - La apología de Eliú (32:6-22)
  - Transición de la apología al argumento (33:1-7)
  - Primer discurso de Eliú (33:8-33)
  - Segundo discurso de Eliú (34:1-37)
  - Tercer discurso de Eliú (35:1-16)
  - Cuarto discurso de Eliú (36:1–37:24)
    - Una llamada a Job (36:1–4)
    - El veredicto de Eliú (36:5–7)
    - La justificación del veredicto (36:8–15)
    - Aplicación a Job (36:16–21)
    - Himno de alabanza (36:22–37:24)
      - Las poderosas obras de Dios merecen alabanza (36:22–25)
      - El control de Dios sobre la lluvia y las tormentas (36:26–29)
      - El uso que Dios hace del relámpago (36:30–33)
      - Los propósitos de Dios a través del trueno y el relámpago (37:1–5)
      - La actividad de Dios en el resto del mundo natural (37:6–13)
      - El desafío de comprender las grandes obras de Dios (37:14-20)
      - Temed la venida de Dios (37:21-24)
- La aparición de Dios (discursos de Yahvé) y las respuestas de Job (38:1-42:6)
  - Primera intervención de Dios (38:1-40:2)
  - Primera respuesta de Job: una respuesta insuficiente (40:3-5)
  - Segunda intervención de Dios (40:6-41:34)
  - Segunda respuesta de Job (42:1-6)

La sección que contiene los discursos de Eliú sirve de puente entre el diálogo (Job 3–Job 31) y los discursos de YHWH (capítulos 38–41). Hay una introducción en forma de prosa (Job 32:1–5) que describe la identidad de Eliú y las circunstancias que le llevan a hablar (a partir de Job 32:6). Toda la sección del discurso puede dividirse formalmente en cuatro monólogos, cada uno de los cuales comienza con una fórmula similar (Job 32:6; 34:1; 35:1; 36:1). El primer monólogo de Eliú va precedido de una apología (justificación) por hablar (Job 32:6-22) y una parte transitoria que introduce los argumentos principales de Eliú (Job 33:1-7) antes de que comience formalmente el discurso (Job 33:8-33).

En los tres primeros discursos, Eliú cita y luego refuta las acusaciones específicas de Job en el diálogo anterior:
| Acusaciones de Job | Respuesta de Eliú |
| ------------------ | ----------------- |
| Job 33:8–11        | Job 33:12–30      |
| Job 34:5–9         | Job 34:10–33      |
| Job 35:2–3         | Job 35:4–13       |

El cuarto (y último) discurso de Eliú comprende los capítulos 36-37, en los que Eliú deja de refutar las acusaciones de Job, pero expone sus conclusiones y su veredicto:
1. Una llamada a Job (Job 36:1-21)
2. Un himno de alabanza a Dios como creador (Job 36:22-37:13)
3. Un discurso final a Job (Job 37:14-24)[16]

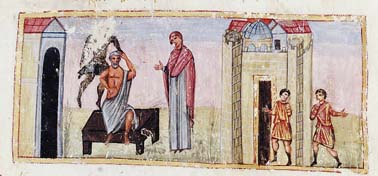
Libro de Job en manuscritos bizantinos iluminados con ilustraciones cíclicas (1100 d. C.). Monasterio de Santa Catalina. Monte Sinaí.

## Eliú pide la atención de Job (36:1–4)
Después de hablar sin interrupción durante mucho tiempo, Eliú probablemente siente que Job (y sus amigos) pueden estar impacientes por que termine, por lo que llama la atención de Job. Eliú afirma que lo que dice es correcto porque expresa el conocimiento perfecto de Dios (versículo 4; cf. Job 37:16: Eliú afirma que Dios es perfecto en conocimiento).

### Versículo 4
[Eliú dijo:] «Porque mis palabras no serán falsas;
El que es perfecto en conocimiento está contigo.
- «Perfecto»: traducido del hebreo תְּמִים, «temim»; la misma palabra utilizada para Job en Job 2:3.[20]

## Eliú señala el beneficio correctivo del sufrimiento (36:5–33)
El último discurso de Eliú es más compasivo y constructivo que los tres anteriores. Se centra en las consecuencias del sufrimiento más que en su causa, en que el sufrimiento es la disciplina de Dios mediante la cual una persona puede fortalecerse y mejorar. En la segunda parte de este discurso, Eliú entona un himno de alabanza a Dios como Creador (Job 36:22–25; 26-29, 30-33; 37:1-5, 6-13). Sus palabras preparan la aparición divina en el capítulo 38.

### Versículo 31
[Eliú dijo:] «Porque con ellos juzga a los hombres;
«Él da alimento en abundancia».
Eliú establece un paralelismo entre los designios de Dios en el mundo natural y su gobierno del mundo humano; en ambos mundos, Dios es «trascendente y tiene el control».

## Comentarios

### De la Iglesia católica

#### A los versículos 1-4
Elihú inicia su discurso reclamando atención y atribuyéndose una sabiduría perfecta, lo que ha sido leído de manera diversa por los comentaristas. Gregorio Magno observa en esa introducción un exceso de arrogancia: más que defender a Dios, Elihú parece buscar realzar su propia figura, ejemplo de quienes hablan de lo divino con ánimo de mostrarse a sí mismos. Fray Luis de León, en cambio, valora con mayor indulgencia sus palabras y reconoce que, aunque el tono es presuntuoso, los temas que desarrolla —la justicia de Dios, el carácter correctivo del sufrimiento, la pequeñez del hombre ante lo eterno— son puntos en los que también Job estaría de acuerdo. Así, la discrepancia entre ambos intérpretes no recae tanto en el contenido del discurso como en la forma en que Elihú se presenta.

Elihú, cuanto dice no es propiamente contra lo que Job siente o afirma, sino contra lo que él se imagina que dice. Y, en efecto, prueba en el pasado y en este capítulo aquello de que Job no tiene duda ninguna: que Dios es justo, que tiene providencia y que reparte el castigo y la pena.

#### A los versículos 5-10
Fray Luis de León entendió que el sufrimiento no siempre es signo de condena, sino una vía por la cual Dios instruye y corrige al hombre. El dolor, lejos de ser mero castigo, se convierte en un lenguaje divino que revela la verdad interior de cada uno y despierta la atención del corazón. Así, el padecer se vuelve maestro que enseña humildad, purifica el ánimo y orienta hacia el bien, mostrando que incluso en la adversidad se esconde una intención de amor y de enseñanza por parte de Dios.

...nosotros solemos advertir a los niños con un repelón o con tirarles ligeramente la oreja. Y son sin duda como repelones que da Dios a los suyos los trabajos a quien en la brevedad desta vida los sujeta, para despertar su niñez, o por mejor decir para, despejándolos della, dalles juicio entero y perfecto de hombres.

#### Al versículo 15
En la pasión de Cristo el dolor adquiere un sentido redentor y participa de un designio de salvación universal. San Pablo lo expresa con nitidez cuando escribe que “a los que aman a Dios todo les sirve para el bien” (Rm 8,28) y que los padecimientos presentes no se comparan con la gloria futura (Rm 8,18). La carta a los Hebreos añade que el Señor corrige a quienes ama y que esa disciplina, aunque penosa al principio, produce fruto de justicia y paz (Hb 12,6-11). El sufrimiento deja de entenderse solo como castigo y se ilumina como camino de purificación y comunión con Cristo, invitación a participar en su cruz para alcanzar también su resurrección.

En la Cruz de Cristo no sólo se ha cumplido la redención mediante el sufrimiento, sino que el mismo sufrimiento humano ha quedado redimido (…). Cada uno está llamado a participar en este sufrimiento [de Cristo] por medio del cual todo sufrimiento humano ha sido también redimido.

#### A los versículos 16-17
El pasaje, pese a sus oscuridades textuales, transmite una enseñanza clara: el sufrimiento no es solo una carga, sino también una oportunidad de conversión y de salvación. Elihú aplica este principio a Job, interpretando que sus padecimientos pueden abrirle un camino hacia la justicia y apartarlo del mal. La ambigüedad del hebreo permite una doble lectura, pero en ambos sentidos aparece la misma idea de fondo: el dolor, incluso cuando se experimenta como injusto, puede ser comprendido como medio pedagógico por el que Dios llama al hombre a corregirse, a purificarse y a crecer en la comunión con Él.

#### A los versículos 22-25
Desde la afirmación evangélica de que nadie debe llamarse maestro porque uno solo lo es, Cristo (Mt 23,8), hasta la enseñanza de los Padres que ven en Dios el único juez justo y en el hombre un aprendiz que necesita ser guiado. San Agustín insiste en que toda verdadera sabiduría procede de Dios y que el corazón humano solo encuentra rectitud cuando se somete a su magisterio. La liturgia misma, en sus plegarias, reconoce a Dios como maestro y juez supremo, al que corresponde instruir, corregir y absolver. La doctrina de Elihú, en este punto, se armoniza con la tradición cristiana que invita a acoger con humildad la enseñanza divina y a vivir bajo el juicio de Dios, no bajo el propio criterio.

Si nos preguntaran por muchas maravillas de la naturaleza —escribió San Agustín— nos veríamos obligados a confesar la impotencia y la limitación de nuestra inteligencia. Sin embargo estamos seguros de que el Omnipotente no hace nada sin razón, aunque el intelecto humano, que es débil, no puede dar razón de ello. Estamos, sin embargo, convencidos de que en muchas cosas no es incierto su querer y de que no es imposible para Él nada de cuanto quisiere. Por eso nosotros asentimos a lo que nos dice porque no podemos tenerle ni por incapaz de obrar todo ni menos por mentiroso.

Gregorio Magno  escribió acerca de estos versículos lo siguiente:

Nadie juzga bien lo que desconoce. Así que debemos mantenernos en silencio bajo los juicios de Dios, puesto que vemos que no podemos alcanzar las razones de los mismos.